# ۱۲۰۱ (خورشیدی)
۱۲۰۱ هزار و دویست و یکمین سال هجری خورشیدی، سالی کبیسه است.

## زادگان
- امیر نظام گروسی، (درگذشت: ۱۲۷۸)، سیاستمدار ، ادیب و خوشنویس ایرانی در دوره قاجار .